# Spółdzielczy Dom Handlowy „Trzy Korony”
Spółdzielczy Dom Handlowy „Trzy Korony” (SDH „Trzy Korony”) – powstały w 1975 r. dom handlowy, położony przy ul. Kilińskiego 3 w Pabianicach.
Przed powstaniem budynku istniały w tym miejscu XIX-wieczne parterowe domy. Obiekt otwarto 5 grudnia 1975. Dyrektorem został Zenon Spychalski, a jego zastępcą – Eugeniusz Matyniak. Dom handlowy zatrudniał ok. 150 pracowników. W latach 70. w „Trzech Koronach” można było kupić słodycze „Wawelu”, dywany z Kowar i z „Dywilanu”, koszule „Wólczanka” oraz „Romeo”, a także wyroby skórzane „Skórimpex”. Obiekt wykonano z betonu, a jego elewację pokrywają blaszane, tłoczone kwadraty. Na wyższych kondygnacjach znajdują się magazyny, w związku z czym nie mają one okien. Dach budynku wieńczą trzy korony, które stanowią nawiązanie do herbu miasta.